# European Bowling Tour
La European Bowling Tour (EBT) és una de les tres temporades de torneigs continentals de tenpin bowling (Europa, Amèrica i Àsia) que formen part del sistema de puntuació de l'Associació Mundial de Bowling Tenpin (WTBA). L'EBT està promogut per la Federació Europea de Bowling Tenpin, i la temporada 2009 consta de 16 torneigs.
Homes i dones participen en tots els torneigs en una única competició conjunta, amb l'aplicació d'un handicap a les dones, donant premis econòmics als millors d'aquesta única competició conjunta, tot i que en alguns torneigs també es donen premis complementaris a les millors classificades femenines, que s'afegeixen al que ja puguin haver guanyat.
A cada torneig s'otorguen punts per la classificació general, amb un valor doble pels torneigs 'major' i triple pel 'premier'.

## Temporada 2009
|    | Data               | Seu                    | Torneig                               | Categoria  | Guanyador/a           | Millor altra categoria | Part. |
| -- | ------------------ | ---------------------- | ------------------------------------- | ---------- | --------------------- | ---------------------- | ----- |
| 01 | 03–11 Gener        | Hèlsinki, Finlàndia    | Brunswick Ballmaster Open             | Major      | Pasi Uotila           | Nicole Sanders         | 382   |
| 02 | 15–22 Febrer       | Tilburg, Països Baixos | Hammer Bronzen Schietspoel            | Major      | Osku Palermaa         | Ghislaine van der Tol  | 205   |
| 03 | 24 Feb. – 01 Març  | Barcelona, Catalunya   | VII Catalonia Open - Trofeu Galasa    | Major      | Lucas Legnani         | Kirsten Penny          | 120   |
| 04 | 06–15 Març         | Saint-Maximin, França  | Brunswick Euro Challenge              | Major      | Michael Fagan         | Mai Ginge Jensen       | 314   |
| 05 | 30 Març – 05 Abril | Istanbul, Turquia      | 6è Istanbul Bowling Open              | Major      | Ghislaine van der Tol | Tomas Leandersson      | 158   |
| 06 | 14–19 Abril        | Ljubljana, Eslovènia   | 3r Qubica/AMF Open 2009               | Challenger | Luca Osella           | Janine Gabel           | 114   |
| 07 | 18–24 Maig         | Aalborg, Dinamarca     | Brunswick Aalborg International       | Major      | Martin Larsen         | Krista Pöllänen        | 223   |
| 08 | 04–12 Juliol       | Serravalle, San Marino | 5è Storm San Marino Open              | Major      | Paul Moor             | Amanda Fagan           | 249   |
| 09 | 14–19 Juliol       | Barcelona, Catalunya   | 31 Ciutat de Barcelona                | Major      | Mika Koivuniemi       | Kirsten Penny          | 162   |
| 10 | 05–13 Setembre     | Ankara, Turquia        | Ankara Open                           | Major      | Adrian Ang            | Anja Ginge Jensen      | 162   |
| 11 | 29 Set. – 04 Oct.  | Viena, Àustria         | Columbia 300 Vienna Open              | Major      | Thomas Gross          | Britt Brøndsted        | 327   |
| 12 | 10–18 Octubre      | Lahti, Finlàndia       | Ebonite Lahti Open                    | Challenger | Tomas Leandersson     | Vanessa Timter         | 228   |
| 13 | 20–25 Octubre      | Foetz, Luxemburg       | Ebonite International Luxembourg Open | Challenger | Bill O'Neill          | Nicole Sanders         | 183   |
| 14 | 14–22 Novembre     | Nàpols, Itàlia         | 6è Oltremare Championships            | Major      | CANCEL·LAT            |                        |       |
| 15 | 02–06 Desembre     | Nuneaton, Anglaterra   | Ebonite English Open                  | Challenger | Vikki Burbridge       | Mads Sandbækken        | 135   |
| 16 | 12–19 Desembre     | Doha, Qatar            | 9è Qatar Bowling Open                 | Major      | Remy Ong              | Britt Brøndsted        | 139   |

## Historial de Campions per temporades

### Homes
| Any  | Jugador         | Federació  |
| ---- | --------------- | ---------- |
| 2000 | Gery Verbruggen | Bèlgica    |
| 2001 | Gery Verbruggen | Bèlgica    |
| 2002 | Gery Verbruggen | Bèlgica    |
| 2003 | Gery Verbruggen | Bèlgica    |
| 2004 | Paul Moor       | Anglaterra |
| 2005 | Paul Moor       | Anglaterra |
| 2006 | Paul Moor       | Anglaterra |
| 2007 | Osku Palermaa   | Finlàndia  |
| 2008 | Osku Palermaa   | Finlàndia  |
| 2009 | Osku Palermaa   | Finlàndia  |

(*) Guanyadors des del 2000

### Dones
| Any  | Jugadora         | Federació  |
| ---- | ---------------- | ---------- |
| 2000 | Kamilla Kjeldsen | Dinamarca  |
| 2001 | Bettina Lund     | Dinamarca  |
| 2002 | Bettina Lund     | Dinamarca  |
| 2003 | Kamilla Kjeldsen | Dinamarca  |
| 2004 | Britt Brøndsted  | Dinamarca  |
| 2005 | Britt Brøndsted  | Dinamarca  |
| 2006 | Britt Brøndsted  | Dinamarca  |
| 2007 | Kirsten Penny    | Anglaterra |
| 2008 | Nina Flack       | Suècia     |
| 2009 | Nicki Ainge      | Anglaterra |

(*) Guanyadores des del 2000